# Ligne de contrôle réel

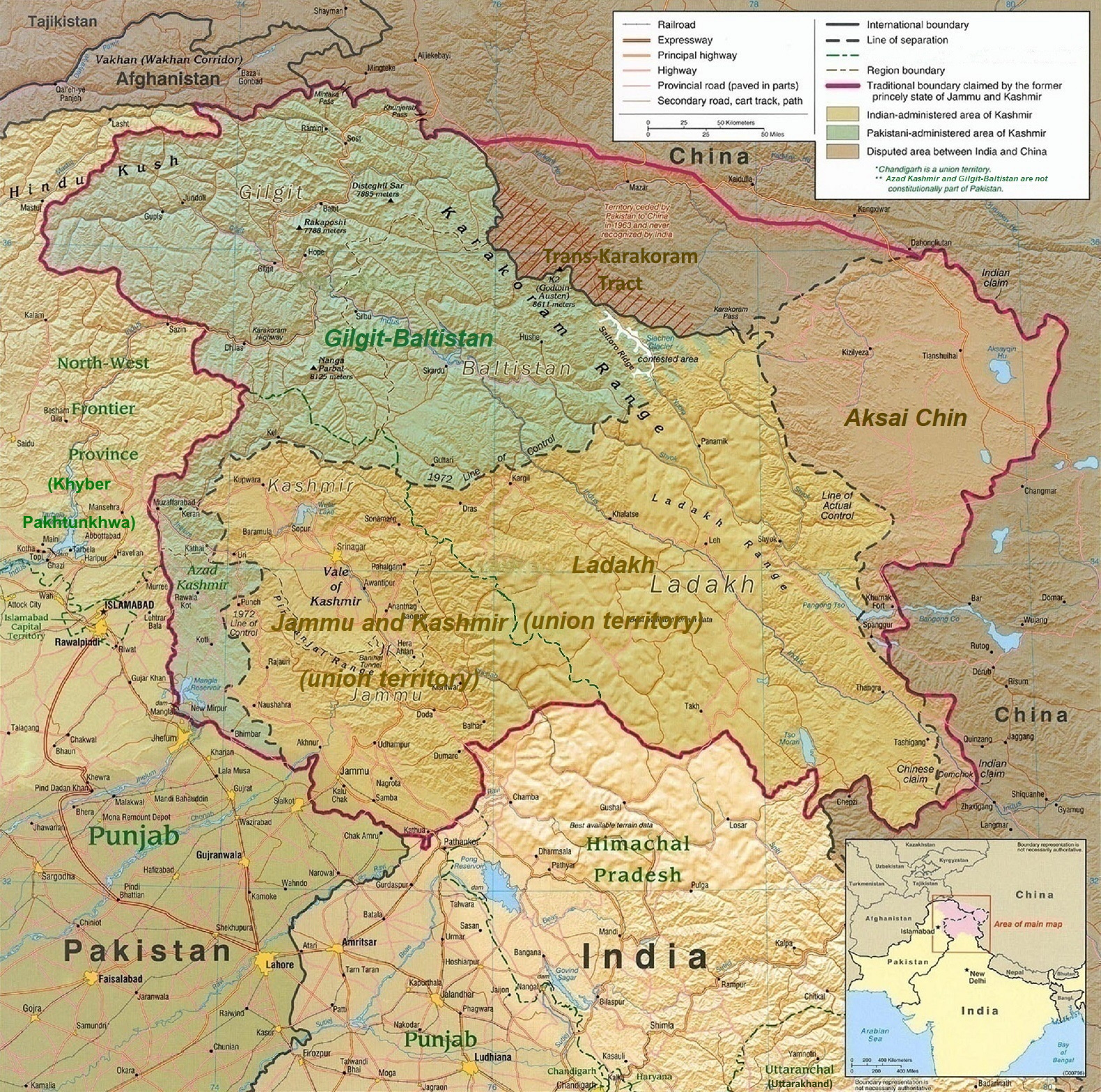
La partie ouest de la ligne de contrôle réelle, séparant le Ladakh oriental et Aksai Chin (carte de la CIA). Dans le secteur Demchok, seules deux frontières revendiquées sont affichées. Cette ligne de contrôle a fait l'objet d'une brève guerre en 1962.

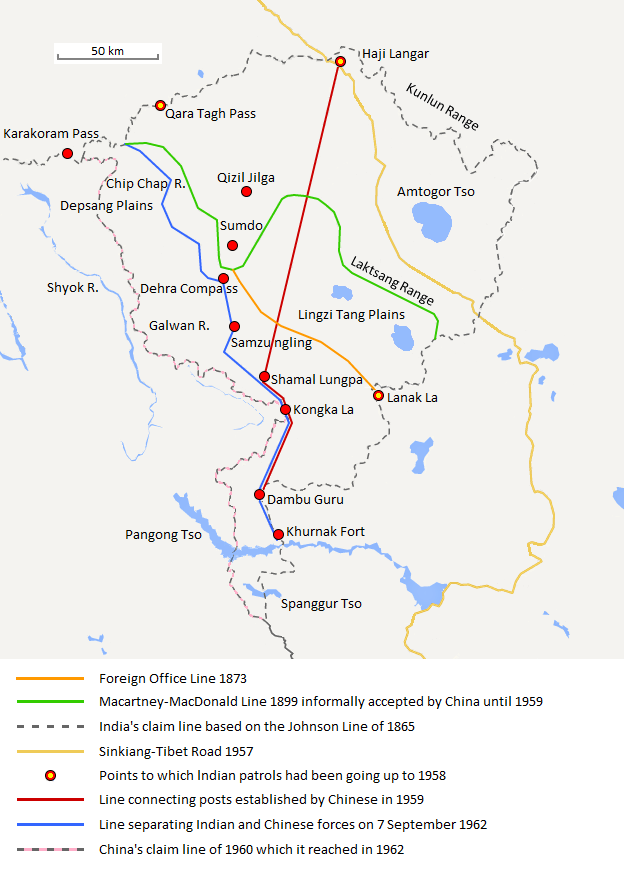
La carte montre les revendications indiennes et chinoises de la frontière dans la région occidentale (Aksai Chin), la, la frontière du Foreign Office, ainsi que la progression des forces chinoises qui occupaient des zones pendant la guerre sino-indienne.

La ligne de contrôle réel (Line of Actual Control (LAC) en anglais) est une ligne de démarcation imprécise qui sépare le territoire sous contrôle indien du territoire sous contrôle chinois dans le différend frontalier sino-indien. 
Le terme a été utilisé pour la première fois par Zhou Enlai dans une lettre de 1959 à Jawaharlal Nehru . Il a ensuite fait référence à la frontière formée après la guerre sino-indienne de 1962 et qui fait partie du différend frontalier sino-indien . 
Il existe deux façons courantes d'utiliser le terme « ligne de contrôle réel ». Au sens étroit, il se réfère uniquement à la ligne de contrôle dans le secteur ouest de la frontière entre le territoire de l'union indienne du Ladakh et la région autonome du Tibet chinois. En ce sens, la LAC, avec une frontière contestée à l'est (la ligne McMahon pour l'Inde et une ligne proche de la ligne McMahon pour la Chine) et une petite section incontestée entre les deux, constitue la frontière effective entre les deux pays. Dans un sens plus large, il peut être utilisé pour désigner à la fois la ligne de contrôle occidentale et la ligne de contrôle orientale, en ce sens qu'il s'agit de la frontière effective entre l'Inde et la république populaire de Chine (RPC). 

## Aperçu
L'ensemble de la frontière sino-indienne (y compris la région occidentale de la LAC, la petite section incontestée au centre et la ligne McMahon à l'est) est de 4.056 km de long et traverse un territoire de l'union indienne, le Ladakh et quatre États indiens : Uttarakhand, Himachal Pradesh, Sikkim et Arunachal Pradesh. Du côté chinois, la ligne traverse la région autonome du Tibet. Le terme a été utilisé pour la première fois par le Premier ministre chinois Zhou Enlai dans une note de 1959 adressée au Premier ministre indien Jawaharlal Nehru . La démarcation existait comme la ligne de cessez-le-feu informelle entre l'Inde et la Chine après la guerre sino-indienne de 1962 jusqu'en 1993, date à laquelle son existence a été officiellement acceptée comme la ligne de contrôle réelle dans un accord bilatéral. 
Bien qu'aucune frontière officielle n'ait jamais été négociée entre la Chine et l'Inde, le gouvernement indien revendique une frontière dans le secteur ouest similaire à la frontière de Johnson (en) de 1865, tandis que le gouvernement de la RPC considère une ligne similaire à la Frontière Macartney – MacDonald (en) de 1899 comme frontière . 
Dans une lettre datée du 7 novembre 1959, Zhou a déclaré à Nehru que la LAC se composait de « la prétendue ligne McMahon à l'est et de la ligne jusqu'à laquelle chaque camp exerce un contrôle réel à l'ouest ». Pendant la guerre sino-indienne (1962), Nehru a refusé de reconnaître la ligne de contrôle : « Il n'y a aucun sens dans l'offre chinoise de retirer vingt kilomètres de ce qu'ils appellent la ligne de contrôle réelle. Quelle est cette «ligne de contrôle» ? Est-ce la ligne qu'ils ont créée par l'agression depuis début septembre ? Avancer de quarante à soixante kilomètres par une agression militaire flagrante et proposer de se retirer de vingt kilomètres à condition que les deux côtés agissent ainsi est un dispositif trompeur qui ne peut duper personne ».
Zhou a répondu que la LAC était « fondamentalement toujours la ligne de contrôle effective qui existait entre les côtés chinois et indien le 7 novembre 1959. Pour le dire concrètement, dans le secteur oriental, il coïncide principalement avec la prétendue ligne McMahon, et dans les secteurs occidental et intermédiaire, il coïncide principalement avec la ligne coutumière traditionnelle qui a toujours été soulignée par la Chine ».
Le terme « LAC » a acquis une reconnaissance juridique dans les accords sino-indiens signés en 1993 et 1996. L'accord de 1996 stipule : « Aucune activité de part et d'autre ne doit dépasser la ligne de contrôle effective » Toutefois, la clause numéro 6 de l'accord de 1993 sur le maintien de la paix et de la tranquillité le long de la ligne de contrôle réelle dans les zones frontalières indo-chinoises mentionne : « Les deux parties conviennent que les références à la ligne de contrôle réelle dans cet accord ne préjugent pas de leurs positions respectives sur la question des frontières ». 
Le gouvernement indien affirme que les troupes chinoises continuent d'entrer illégalement dans la région des centaines de fois par an. En 2013, il y a eu une confrontation de trois semaines (Incident de Daulat Beg Oldi en 2013 (en)) entre les troupes indiennes et chinoises 30 km au sud-est de Daulat Beg Oldi (en). Elle a été résolue et les troupes chinoises et indiennes se sont retirées en échange d'un accord chinois de détruire plusieurs structures militaires plus de 250 km au sud de Chumar (en), que les Indiens percevaient comme menaçants. Plus tard la même année, il a été signalé que les forces indiennes avaient déjà documenté 329 observations d'objets non identifiés au-dessus d'un lac dans la région frontalière, entre août et février précédents. Ils ont enregistré 155 de ces intrusions. Plus tard, certains des objets ont été identifiés comme les planètes Vénus et Jupiter par l'Indian Institute of Astrophysics, apparaissant plus brillants en raison de l'atmosphère différente en altitude et de la confusion due à l'utilisation accrue de drones de surveillance . En octobre 2013, l'Inde et la Chine ont signé un accord de coopération en matière de défense des frontières pour garantir que les patrouilles le long de la région LAC ne dégénèrent pas en conflit armé.

## Voir également
- Relations sino-indiennes  ;
- Conflit frontalier sino-indien et Combat de la vallée de Galwan en 2020 ;
- Aksai Chin ;
- Arunachal Pradesh ;
- Point de rencontre  sino-indien du personnel frontalier (en) ;
- Ligne McMahon ;
- Tibet.